# Hawara
Hawara – stanowisko archeologiczne położone nieopodal Fajum, egipski cmentarz funkcjonujący od okresu Średniego Państwa do okresu rzymskiego. Na jego terenie wzniesiono piramidę Amenemhata III, przy której funkcjonowała kamienna świątynia grobowa.